# Abendberg (Berner Voralpen)

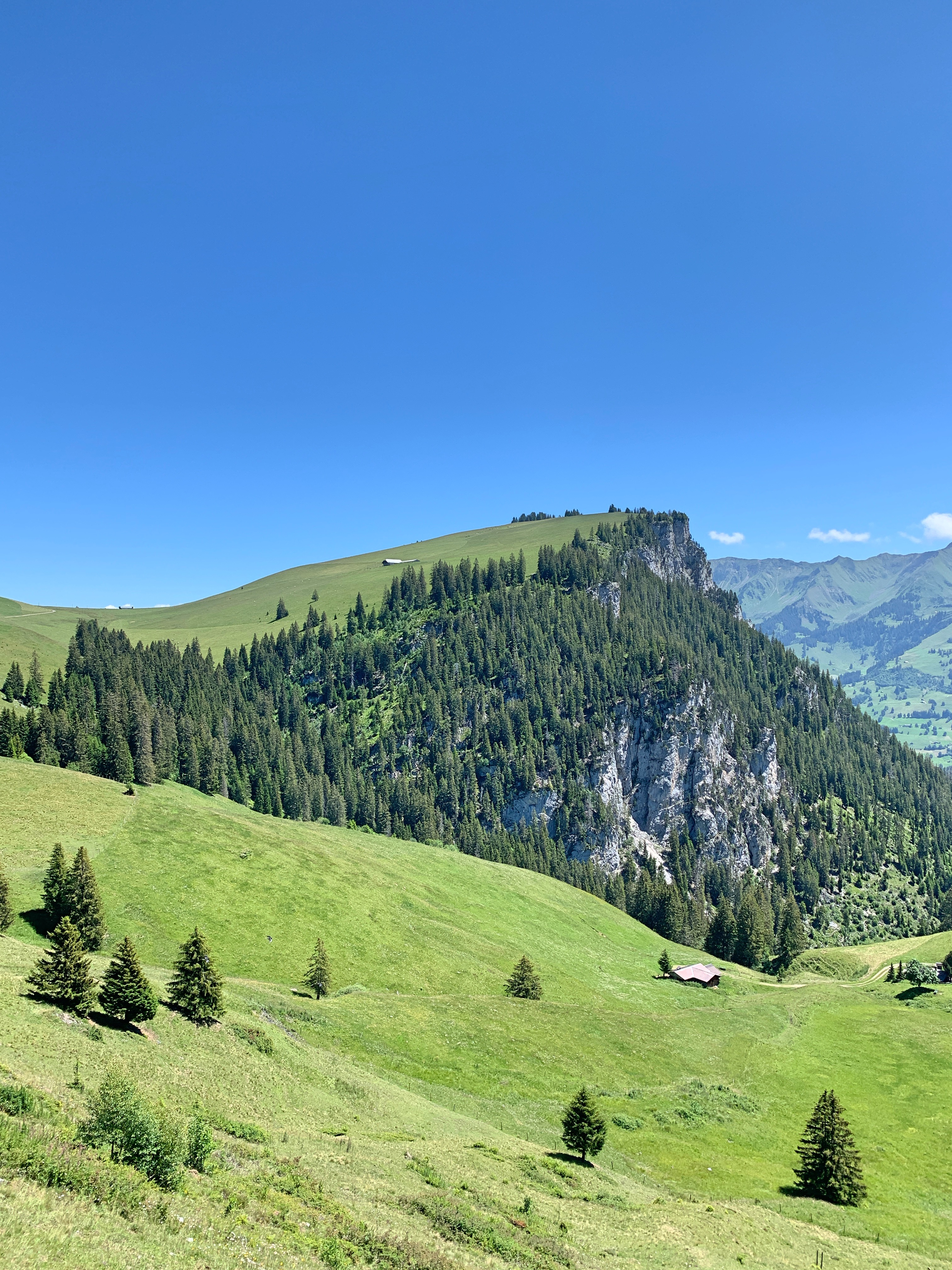
Der Abendberg von Westen betrachtet

Der Abendberg ist ein 1851 m ü. M. hoher Gipfel im Schweizer Kanton Bern.

## Geografie
Der Abendberg gehört zu einer Gruppe von Bergen, die in den Berner Voralpen das Niedersimmental von dessen Seitental, dem Diemtigtal, trennen. Nachbargipfel sind der Turnen (Turne) und der Pfaffen (Pfaffe), von denen der Abendberg durch die Weideböden der Rinderalp getrennt ist. Der nördliche Teil des Abendberges samt dem Gipfel gehört zur Gemeinde Erlenbach im Simmental, die südlichen Steilwände zur Gemeinde Diemtigen.

## Der Gipfel
Von Norden und von Westen betrachtet, präsentiert sich der Abendberg als Wiesenrampe. Gegen Osten und vor allem gegen Süden ist er hingegen durch steile Fluhen begrenzt. Dementsprechend führt der einzige Bergweg von Norden, von der Rinderalp, auf den Gipfel. Dieser besteht nicht aus einer Spitze, sondern aus einer ebenen, von Bäumen gerahmten Grasfläche.

## Gleichnamige Berge
In der Schweiz gibt es zwei weitere Berge mit demselben Namen. Der Kientaler Abendberg («im Dialekt») steht nördlich der Griesalp. Der Abendberg östlich von Wilderswil, ebenfalls «Aabeberg» im Dialekt, ist eine Anhöhe mit Blick auf Interlaken und dessen Nachbarorte.

## Gedenktafel

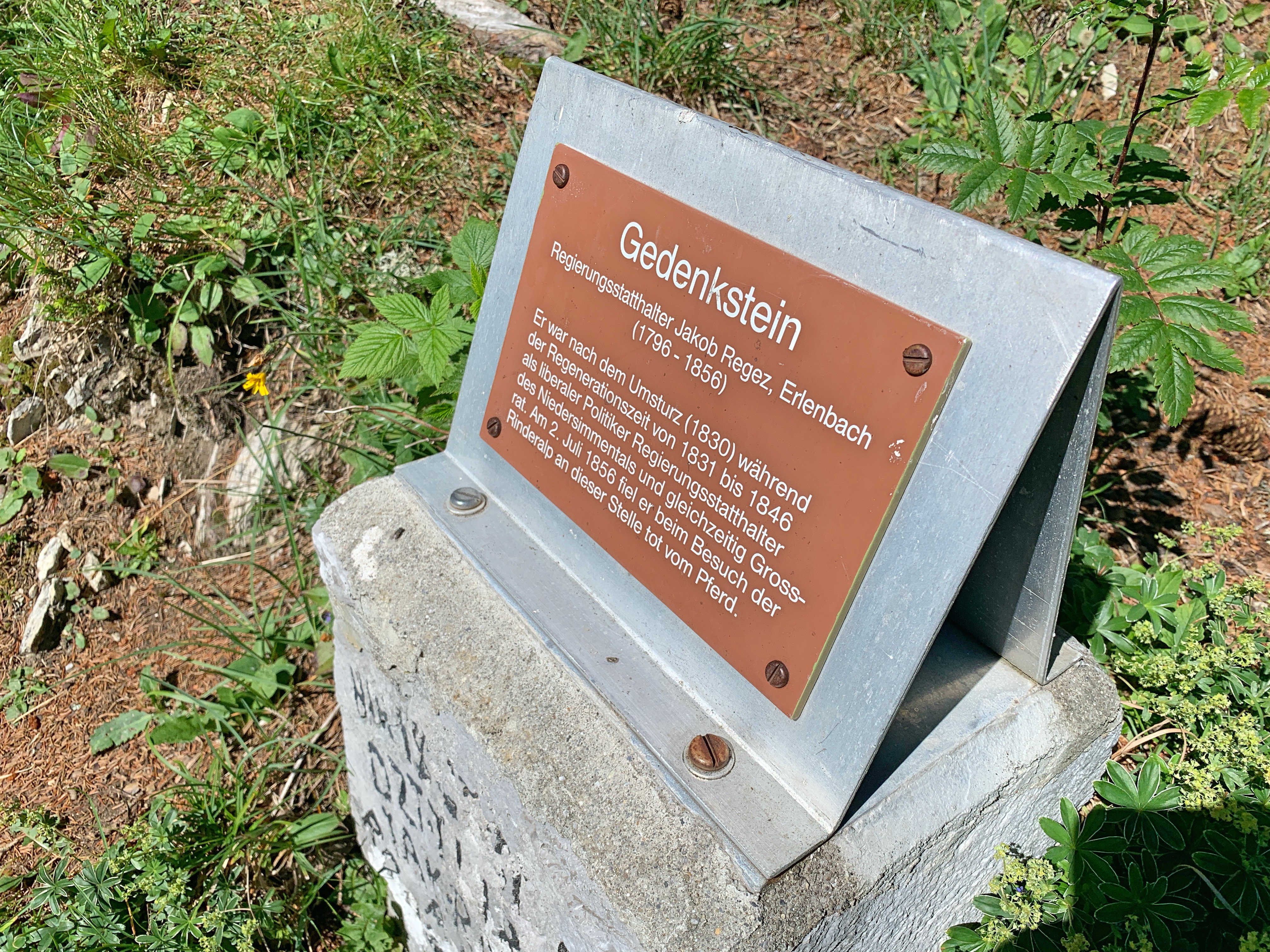
Gedenkstein für Jakob Regez

Am Weg von der Alp Tschuggen (Tschugge) zur Rinderalp passieren Berggänger einen Steinquader mit einer Tafel. Sie erinnert an Jakob Regez von Erlenbach, der an dieser Stelle am 2. Juli 1856 tot vom Pferd fiel. Gemäss der Tafel war Regez, ein liberaler Politiker, während der Regenerationszeit von 1831 bis 1846 Regierungsstatthalter des Niedersimmentals und Berner Grossrat.